# Maler der bärtigen Sphinx

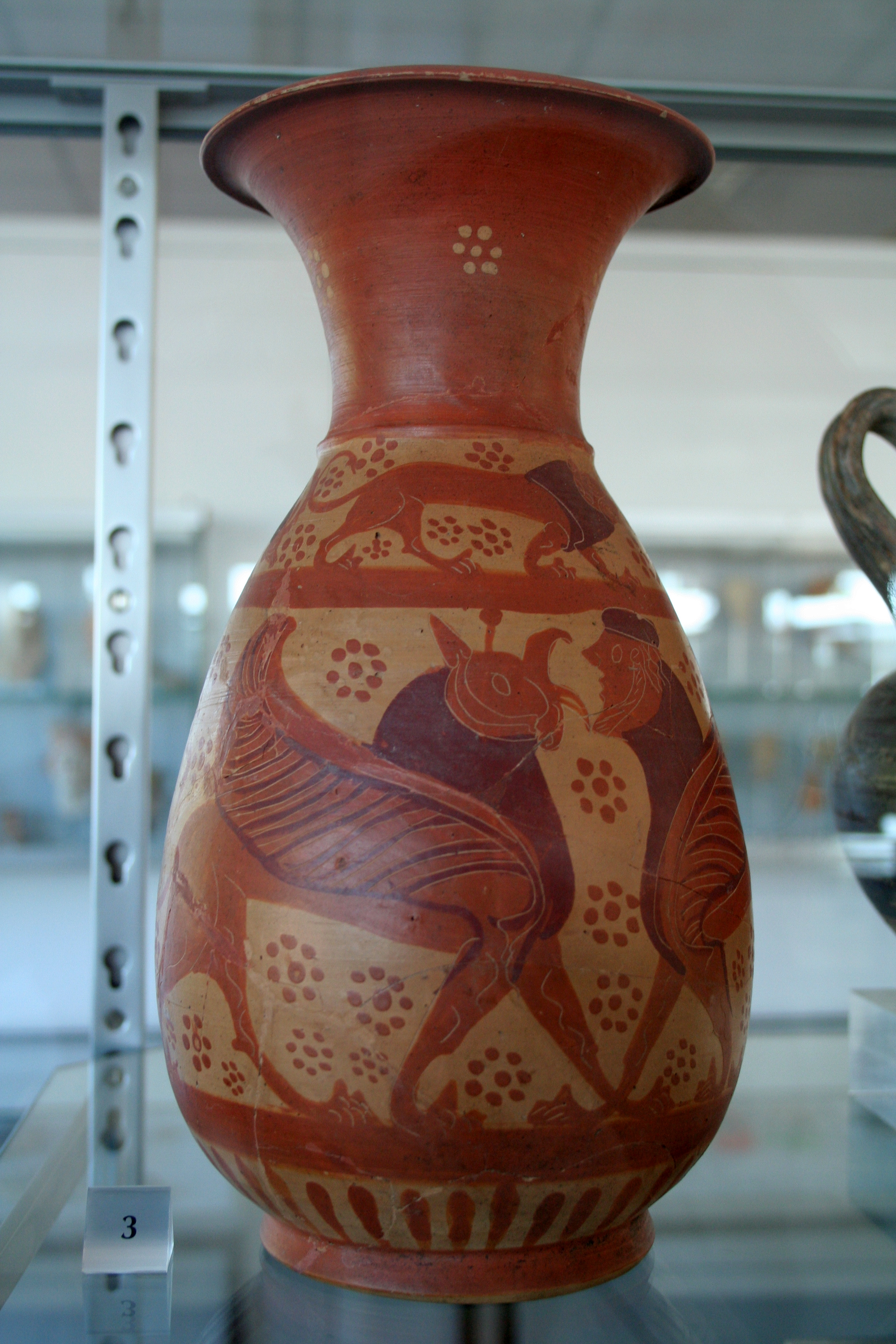
Korinthisierende etruskische Olpe (Heidelberg 64/3)

Der Maler der bärtigen Sphinx ist ein bedeutender Vertreter der Etrusko-korinthischen Vasenmalerei.
Die Persönlichkeit, die sich hinter dem modernen Notnamen Maler der bärtigen Sphinx verbirgt, gilt als die Künstlerpersönlichkeit, die die Schwarzfigurige Vasenmalerei im korinthisierenden Stil in Etrurien eingeführt hat. Er begann seine Karriere in Vulci, wo er zunächst im spätprotokorinthisierenden Miniaturstil arbeitete. Zur selben Zeit entwickelte sich in Caere eine Werkstatt, in der große Schuppenamphoren gefertigt wurden. Um 600 v. Chr. wechselte der Maler der bärtigen Sphinx in diese Werkstatt. Hier wurde sein zunächst recht feiner Stil immer gröber. Die proportionale Einteilung seiner Vasen erfolgte zumeist in etwa gleich große Tierfriese.